# Lion Kaak
Lion Kaak (Hengelo, 26 giugno 1991) è un calciatore olandese, centrocampista del MASV.

## Carriera
Debutta con la maglia del De Graafschap il 13 marzo 2011 nella vittoria in casa per 1-0 contro l'ADO Den Haag.